# 프로베니우스 다양체
미분기하학에서 프로베니우스 다양체(영어: Frobenius manifold)는 접공간에 프로베니우스 대수의 구조가 정의된, 평탄한 리만 다양체이다. 이들은 2차원 위상 양자장론의 모듈라이 공간을 나타낸다.

## 역사
보리스 두브로빈(Boris Dubrovin)이 정의하였다.

## 정의
편의상 아인슈타인 표기법을 사용한다.
프로베니우스 다양체 {\displaystyle (M,g,A)}는 다음과 같은 데이터로 주어진다.
- 리만 다양체 {\displaystyle (M,g_{ij})}
- 3차 텐서장 {\displaystyle A_{ijk}}. 이는 두 벡터장의 곱 {\displaystyle (X*Y)^{k}=A_{ij}{}^{k}X_{i}Y_{j}}를 정의한다.

이들은 다음 성질들을 만족시켜야 한다.
- (평탄성) {\displaystyle (M,g)}의 리만 곡률이 0이다. 즉, {\displaystyle R_{ij}{}^{k}{}_{l}=0}이며, 따라서 공변 미분 {\displaystyle \nabla }이 일반 편미분 {\displaystyle \partial }과 일치한다.
- (적분가능성) 국소적으로, {\displaystyle A_{ijk}=\partial _{i}\partial _{j}\partial _{k}\Phi }인 함수 {\displaystyle \Phi }가 존재한다. (이는 대역적으로 성립하지 않을 수 있다.) 이를 프리퍼텐셜(영어: prepotential) 또는 자유 에너지라고 부른다.[2]:73 이에 따라 {\displaystyle A_{ijk}}는 완전 대칭이다. 즉, {\displaystyle A_{ijk}=A_{jik}=A_{kij}}이다.
- (결합성) {\displaystyle *}는 결합법칙을 따른다. 즉, {\displaystyle (X*Y)*Z=X*(Y*Z)}이다. 성분으로 쓰면, {\displaystyle A_{ij}{}^{l}A_{lk}{}^{m}=A_{il}{}^{m}A_{jk}{}^{l}}이다.

결합성 조건을 프리퍼텐셜로 쓰면 다음과 같다.
{\displaystyle (\partial _{i}\partial _{j}\partial _{l}\Phi )g^{ll'}(\partial _{l'}\partial _{k}\partial _{m}\Phi )=(\partial _{i}\partial _{l}\partial _{m}\Phi )g^{ll'}(\partial _{j}\partial _{k}\partial _{l}\Phi )}
이를 위튼-데이크흐라프-페를린더-페를린더 방정식(영어: Witten–Dijkgraaf–Verlinde–Verlinde equation) 또는 WDVV 방정식이라고 하며, 에드워드 위튼, 로베르튀스 데이크흐라프, 에릭 페를린더(Erik Verlinde), 헤르만 페를린더(Herman Verlinde)가 발견하였다.